# Шковець (Севниця)
Шковець (словен. Škovec) — поселення в общині Севниця, Споднєпосавський регіон, Словенія. Висота над рівнем моря: 349,9 м.